# Orkanen Maria

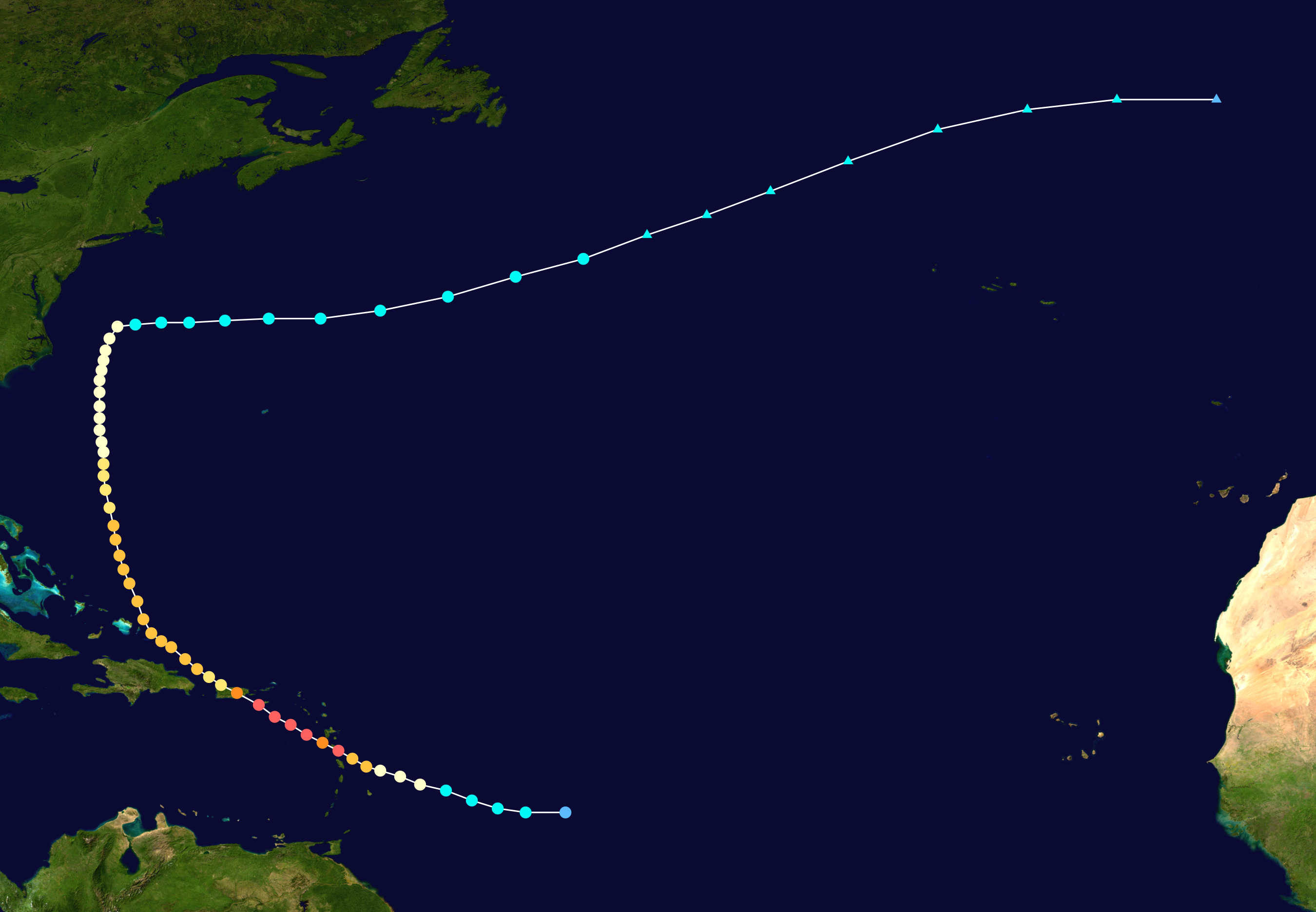
Orkanens färdväg.

Orkanen Maria var en orkan som drog in över flera öar i Små Antillerna samt Puerto Rico den 18–20 september 2017. Orkanen hade fram till den 20 september 2017 totalt orsakat minst åtta dödsfall i Puerto Rico.
Den officiella dödssiffran i Puerto Rico blev 64, men forskare vid Harvard University uppskattar att antalet dödsfall till följd av orkanen var mellan ungefär 800 och 8 000. De flesta dödsfallen efter orkanen berodde på att medicinsk hjälp försenades eller förhindrades av skador på vägar, elnät och telefonförbindelser.
Orkanen förstörde Puerto Ricos elnät och lämnade uppskattningsvis halva ön utan rent vatten. Harvard-forskarna anser att staten ignorerade problem i infrastrukturen i Puerto Rico. Ännu fyra månader efter orkanen saknade många hushåll vatten och elektricitet. Dödligheten var mycket högre än normalt under tre månader efter orkanen.